# Basin (Montana)
Basin è un census-designated place degli Stati Uniti d'America, nello stato del Montana, nella Contea di Jefferson. Nel 2000 contava 255 abitanti.
Basin è famoso per la ricavazione di minerali nel suo sottosuolo.

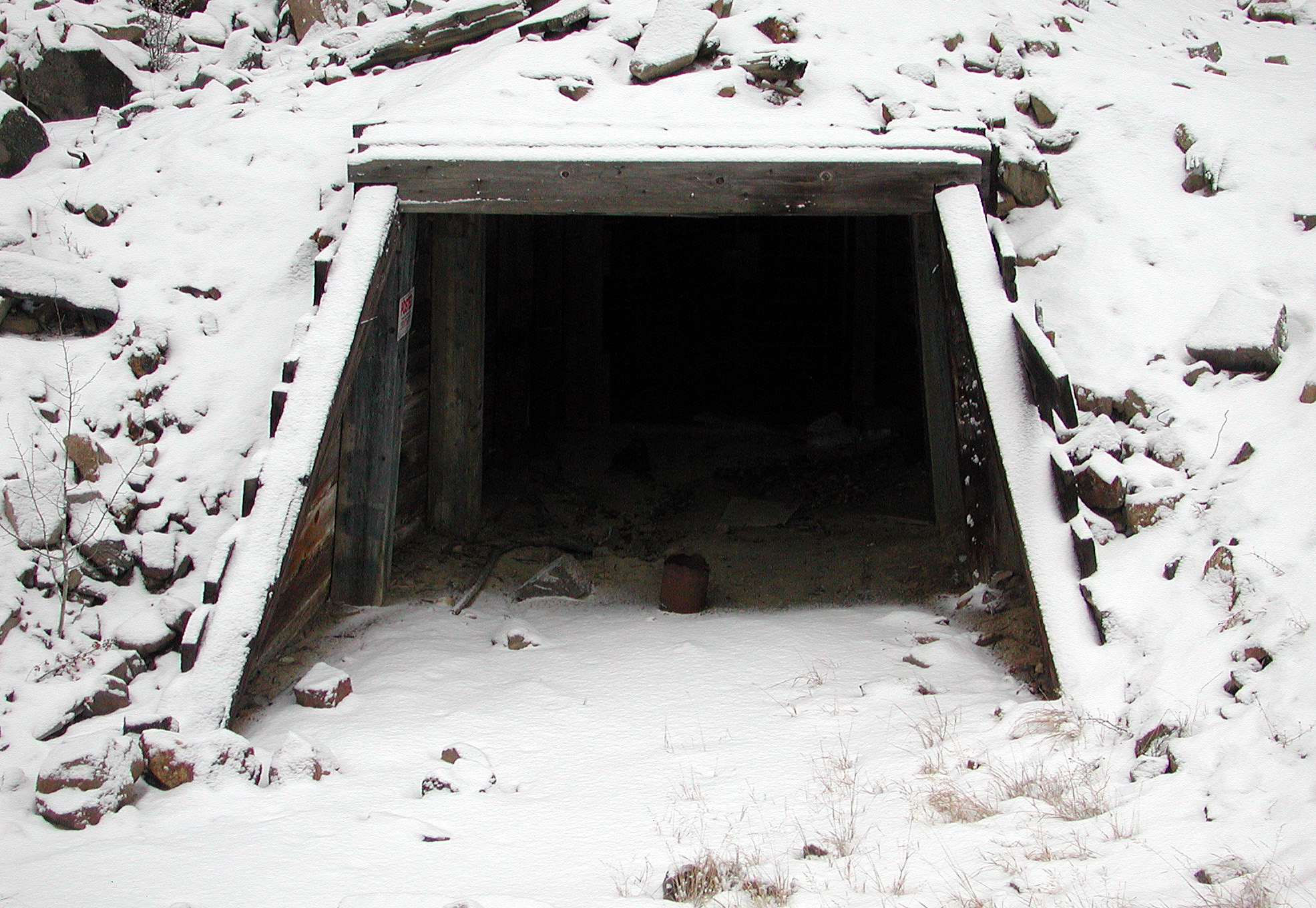
Entrata della miniera di Basin